# Nybro (Sverige)
 For alternative betydninger, se Nybro. (Se også artikler, som begynder med Nybro)
Nybro er hovedby i Nybro kommune, Kalmar län, Småland, Sverige. Byen ligger 30 kilometer vest for residensbyen Kalmar.
Nybro opstod i begyndelsen af 1800-tallet på grund af etableringen af et garveri ved et vadested på vejen mellem Växjö og Kalmar.
Erhvervslivet domineres af træ-, glas- og papirindustri, samt håndværk. Den største arbejdsgiver er AB Gustaf Kähr.